# Piz Lischana
Der Piz Lischana ([ˌpitsliˈʃanɐ]ⓘ, 3105,4 m ü. M.) ist ein für seine Höhe relativ leicht zu ersteigender Gipfel in den Unterengadiner Dolomiten. Die einfachste Route führt von San Jon (1420 m, erreichbar von Scuol, auf der gegenüberliegenden Seite des Inn) über die Lischanahütte (Vallader: Chamonna Lischana, 2500 m ü. M.), Trittsicherheit ist beim Gipfelanstieg allerdings Voraussetzung.
Am 31. Juli 2011 ereignete sich ein Felssturz am Piz Lischana, bei dem 2000 Kubikmeter Fels der östlichen Seite des Gipfelturmes abbrachen. Es wurden weitere Felsstürze befürchtet, deshalb war der Gipfelbereich bis 2016 gesperrt.

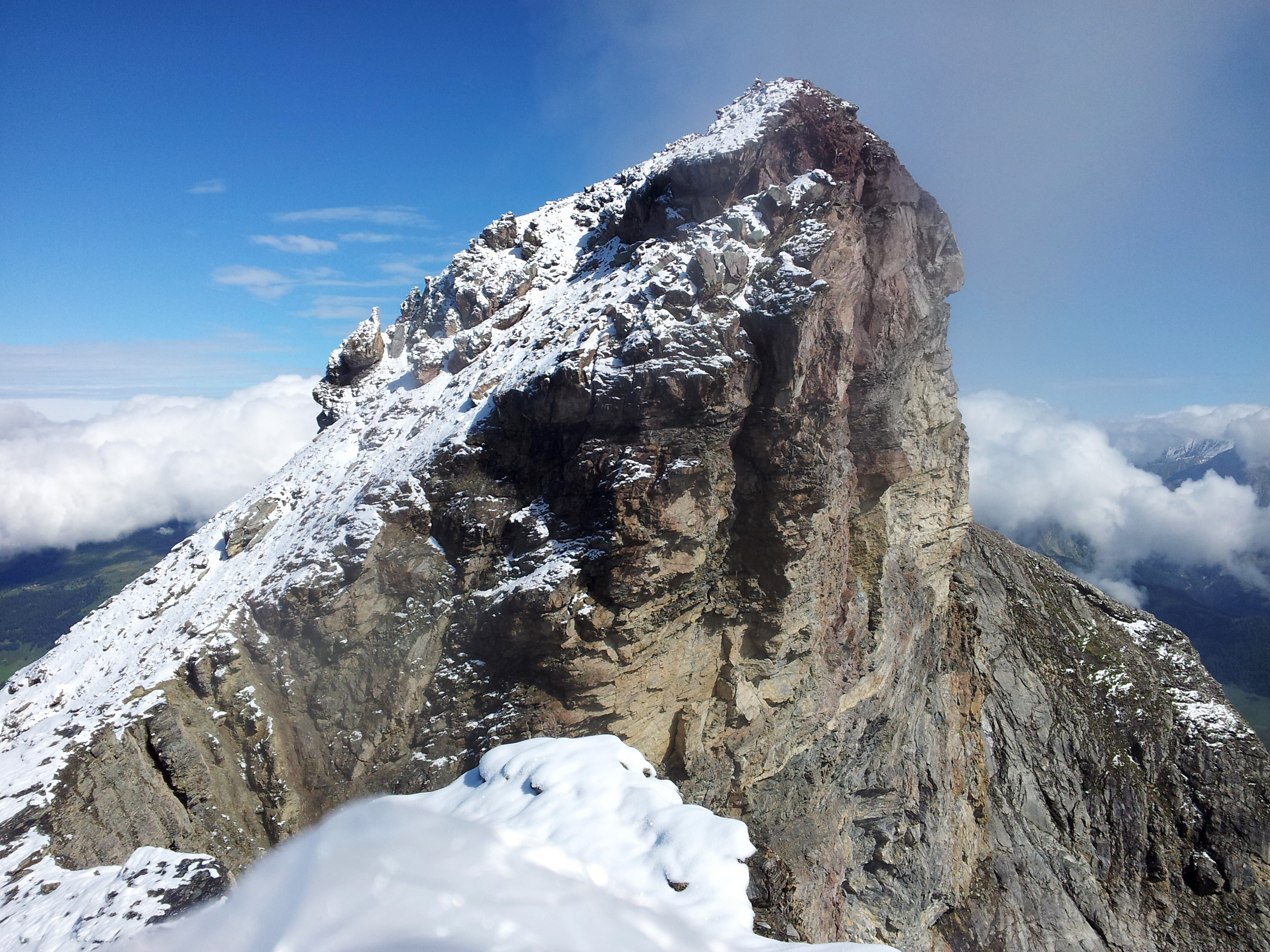
Piz Lischana 10 Tage vor dem Felssturz
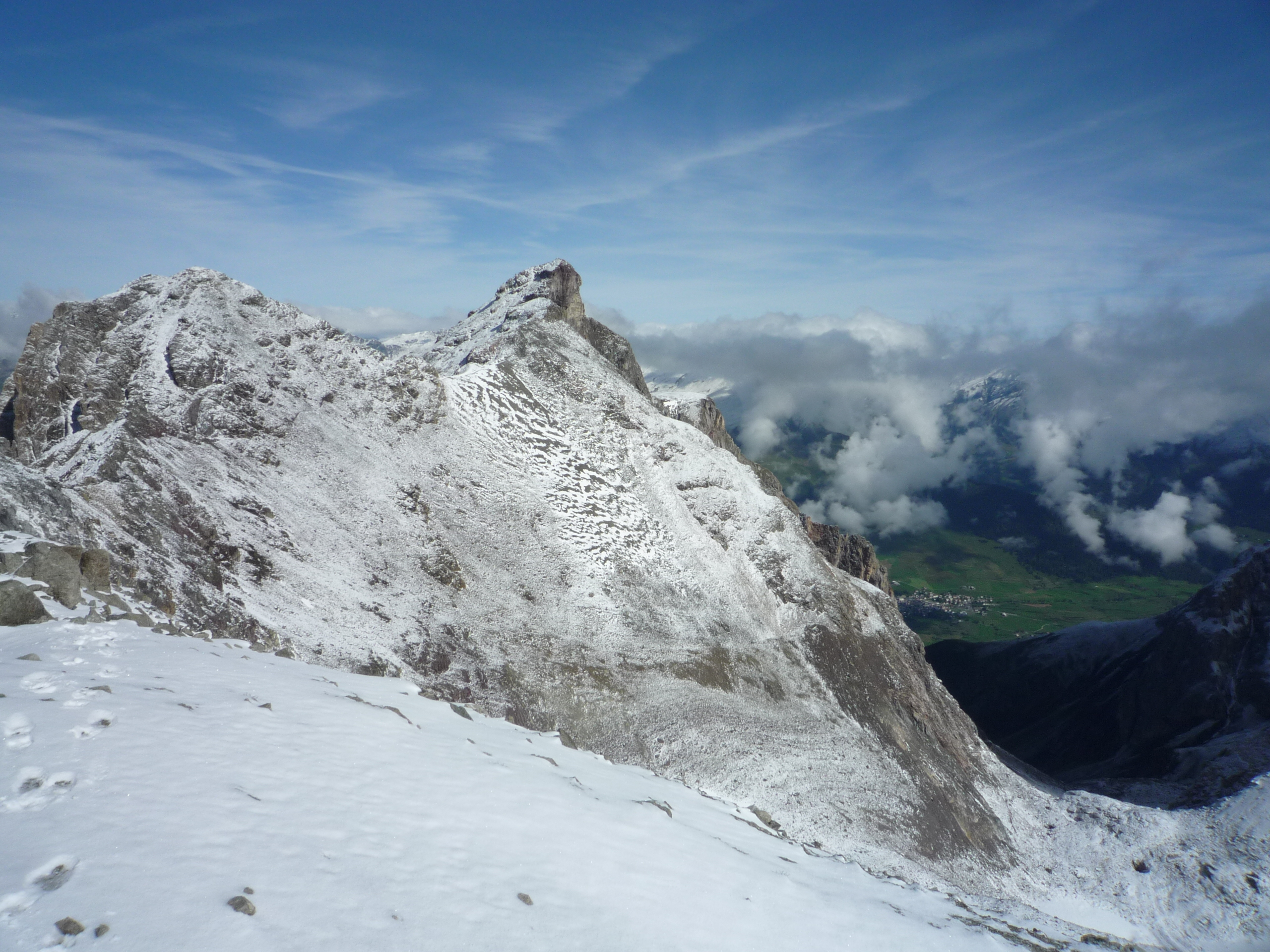
Piz Lischana einen Monat nach dem Felssturz

Bis ins 20. Jahrhundert hinein bedeckte der Lischanagletscher das 4 Quadratkilometer grosse Plateau zwischen dem Piz Lischana und den Lai da Rims (deutsch Rims-Seen). Der ehemalige Plateaugletscher ist heute bis auf zwei Relikte verschwunden, den kleinen Gletscher Vadret da Triazza unterhalb des Gipfels und das immer noch als Vadret Lischana bezeichnete Relikt oberhalb der Lischanahütte.